# Kluczewsko

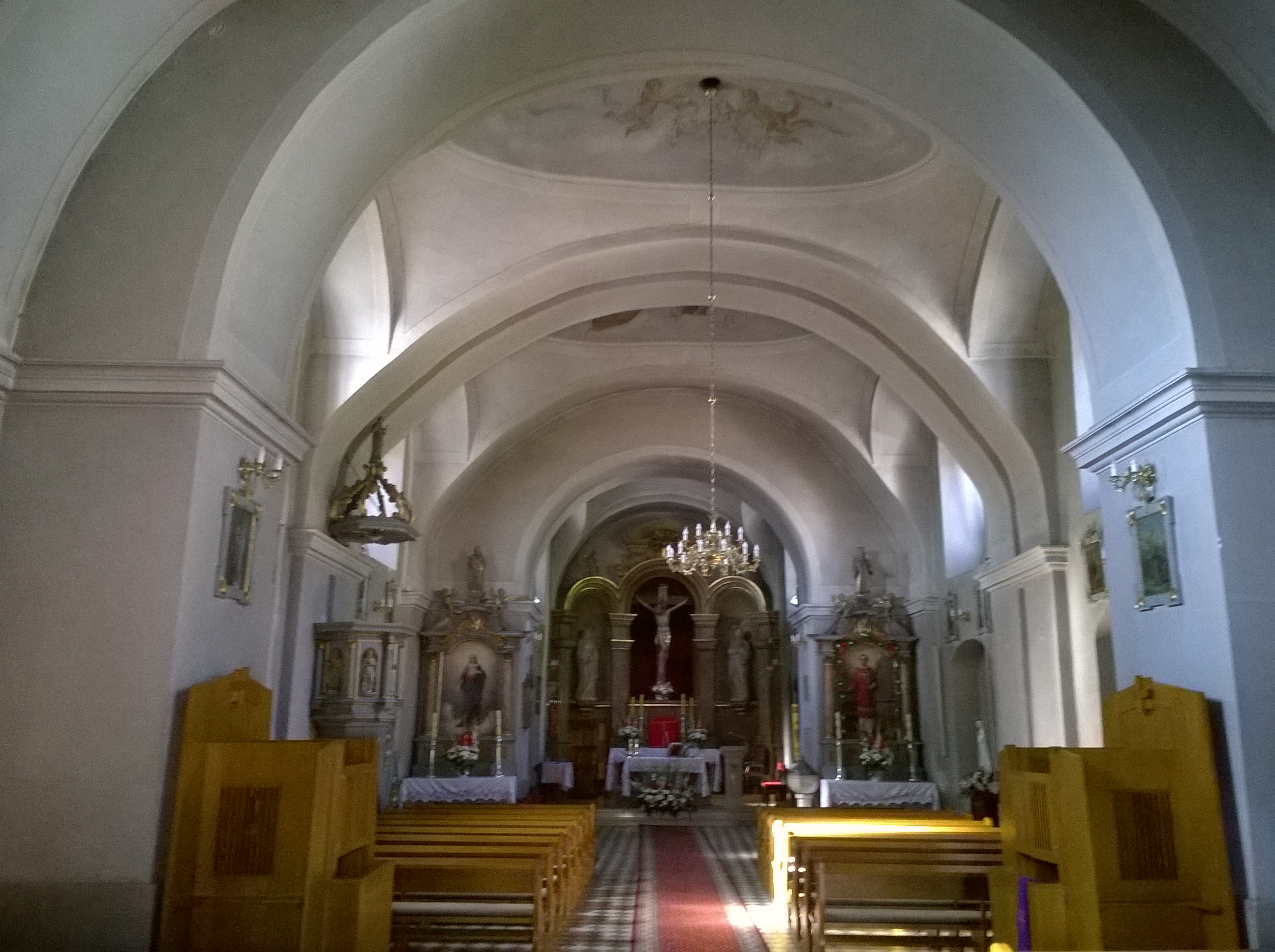
Kluczewsko – Innenraum der Kirche

Kluczewsko ist ein Dorf in Polen, gelegen in der Woiwodschaft Heiligkreuz, im Powiat Włoszczowski, in der Gmina Kluczewsko.
In den Jahren 1975–1998 gehörte der Ort administrativ zur Woiwodschaft Piotrków.
Der Ort ist Sitz der Gmina Kluczewsko.
Im Dorf leben 859 Einwohner (Stand 2021).
Kluczewsko liegt im Tal der Czarna Włoszczowska, an der Grenze des Przedborski-Landschaftsparks, an der Strecke Włoszczowa – Przedbórz (Woiwodschaftsstraße Nr. 742). Hier befindet sich die Pfarrkirche St. Laurentius aus der Wende des 18. und 19. Jahrhunderts. Die eigenständige Pfarrei entstand 1812 durch Abtrennung von der Pfarrei Januszewice.
In der zweiten Hälfte des 19. Jahrhunderts war die Familie Turski Eigentümerin von Kluczewsko und betrieb unter anderem eine Pferdezucht. Im Jahr 1870 erhielt Antoni Turski auf der Landwirtschaftsausstellung in Warschau eine Goldmedaille für einen vorgestellten Hengst sowie eine Silbermedaille für eine Stute.
Im Gutshaus des Familienbesitzes der Familie Konarski in Kluczewsko wurde 1910 die Dichterin Krystyna Konarska-Łosiowa geboren.
Am 5. September 1939 versammelten Wehrmachtssoldaten nach der Besetzung des Dorfes die Bewohner vor dem Feuerwehrhaus. Dort töteten sie sechs Personen und verletzten fünf weitere. Anschließend verbrannten die Deutschen 53 Gehöfte.

## Verkehr

### Straßenverkehr
Durch den Ort verläuft die Woiwodschaftsstraße Nr. 742.

### Schienenverkehr
Der nächste größere Bahnhof, von dem aus man den Rest des Landes erreichen kann, befindet sich in Włoszczowa.
Von Bahnhof Włoszczowa Nord (Włoszczowa Północ) fahren Züge nach Warschau, Gliwice, Krakau, Katowice, Krynica-Zdrój, Poznań sowie nach Prag, Budapest, Wien und Vilnius.

### Luftverkehr
Der nächstgelegene Flughafen von Kluczewsko ist der Flughafen Katowice-Pyrzowice, etwa 100 km südwestlich von Kluczewsko gelegen. Weitere nahegelegene Flughäfen sind der Flughafen Johannes Paul II. Krakau-Balice, rund 130 km südlich entfernt, sowie der Władysław-Reymont-Flughafen Łódź, der sich etwa 140 km nordwestlich von Kluczewsko befindet.

## Denkmäler

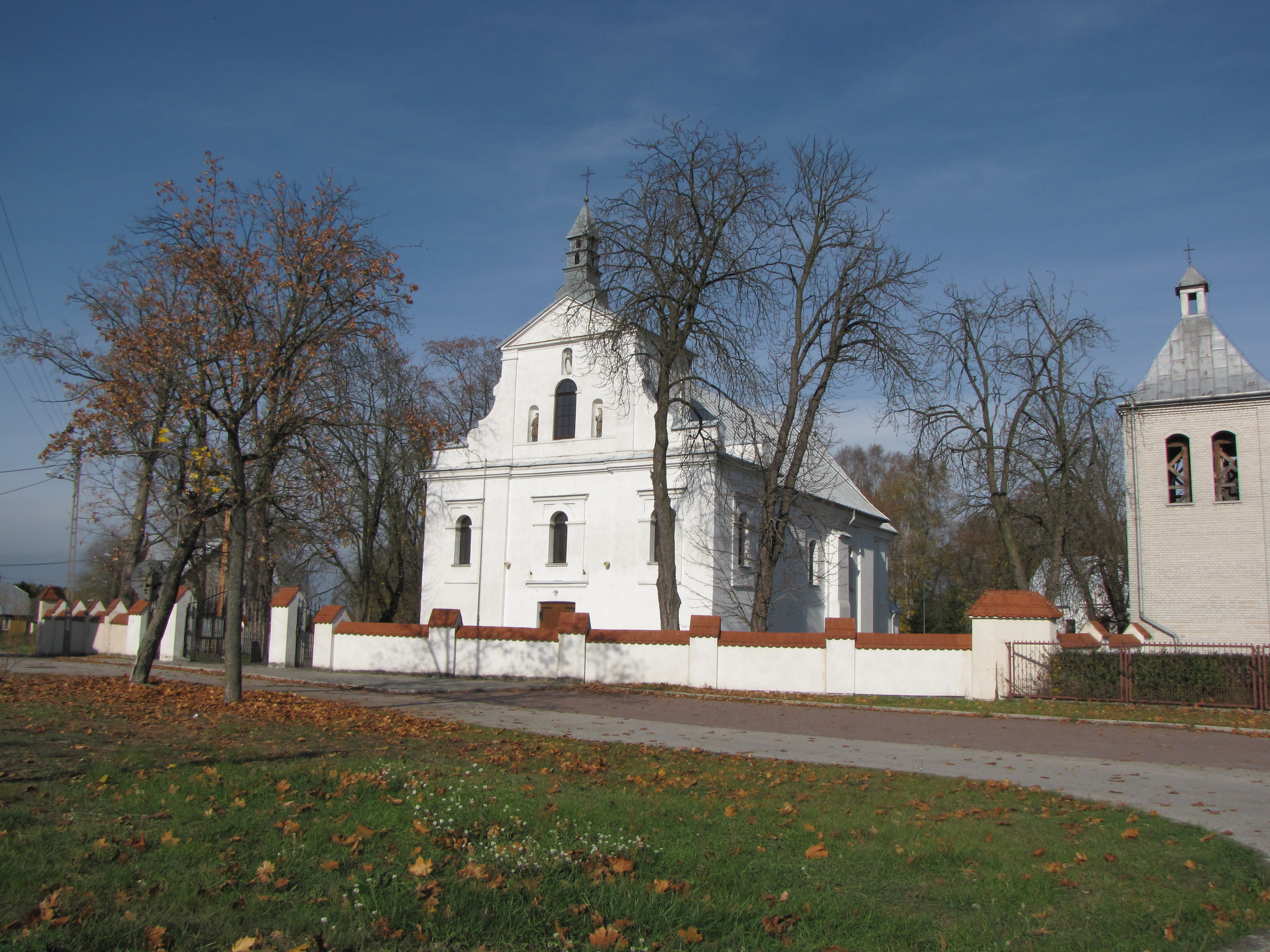
Die Pfarrkirche St. Laurentius

- Die Pfarrkirche St. LaurentiusDie Pfarrkirche St. Laurentius aus dem frühen 19. Jahrhundert
- Ein neogotisches Gutsspeichergebäude aus dem 19. Jahrhundert

## Sport
Im Ort ist der Fußballclub GKS Kluczewsko tätig, der 1995 gegründet wurde.